# Statistically improbable phrase
Statistically improbable phrase (SIP) literalmente "Frases estatisticamente improváveis" (em inglês), são uma ferramenta estatística lançado em 2005 pelo site de e-commerce Amazon.com para o seu programa de indexação de conteúdo "busca dentro dos livros", é comparar o texto de todos os livros indexados a fim de encontrar para cada um deles um conjunto de frases que aparecem mais frequentemente do que em outros livros.

## Explicação
O interesse para identificar essas passagens é que eles são considerados o representante mais significativo da maior parte do livro, constituindo o equivalente a resumos ou palavras-chave, tendo a vantagem de ser determinada de maneira automatizada.
Estes metadados são apresentados ao usuário sobre os cartões para cada livro. Cada SIP é acompanhada por uma hiperligação que permite ao visitante, encontrar os outros livros com a mesma expressão entre os seus SIP. Na verdade, estruturas idênticas de SIP provavelmente abordam os mesmos temas e também são susceptíveis de interessar ao visitante. Bill Carr, vice-presidente executivo de mídia digital da Amazon, enfatiza que o sistema de reconciliação destaca livros que seriam difíceis de encontrar sem ele, como parte da cauda longa catálogo
A utilidade desse recurso para os visitantes não se sabe com certeza. Benjamin Vershbow, pesquisador do Instituto para o Futuro do Livro, vê um equivalente a etiquetas automatizadas (Tag) que, são a base da Web 2.0, mas acredita que o sistema funcione melhor para o trabalho de não-ficção e romance.
Amazon está a considerar várias outras maneiras de colocar esta ferramenta para uma boa utilização, por exemplo, integrando o sistema de recomendação que já existe, ou para responder a perguntas usando textos de autoridade no campo. Além disso pesquisadores propuseram uma aplicação deste sistema para MEDLINE.